# Diamesa leoniella
Diamesa leoniella är en tvåvingeart som beskrevs av Hans Jacob Hansen 1976. Diamesa leoniella ingår i släktet Diamesa och familjen fjädermyggor. Inga underarter finns listade i Catalogue of Life.